# きむら繁
きむら 繁（きむら しげる、男性）は、日本の漫画家。

## 作品リスト
- カードファイトVマスター（コミックボンボン、2002年2月号 - 2003年3月号、全3巻）
- 科学特捜BBR（コミックボンボン、2003年10月号 - 2004年1月号）
- モンスター☆レーサー（デンゲキニンテンドーDS、2009年2月号 - 2009年10月号）
- TUNNELS（ゴマブックス - 2009年、全2巻）

| スタブアイコン | サブスタブ | この項目は、まだ閲覧者の調べものの参照としては役立たない、漫画家・漫画原作者に関連した書きかけの項目です。この項目を加筆・訂正などしてくださる協力者を求めています（P:漫画/PJ:漫画家）。 |